# Преносим компютър
Преносимият компютър (също „портативен компютър“, „ноутбук“, „лаптоп“ или „нетбук“) е компютър с пълна функционалност, но с малки размери.
Лаптопите работят както с променливотоково захранване, така и с презареждаема батерия и могат да се сгъват за удобно съхранение и транспортиране, което ги прави подходящи за мобилна употреба. Днес лаптопите се използват в различни приложения, като например на работа (особено при командировки), в образованието, за играене на игри, браузване в мрежата, за лична мултимедия и за общо домашно използване.

## История
В началото на производството на този клас компютри всички те са се наричали laptop компютри (от английски: lap – скут), т.е. с такива размери и конструкция, които ги правят удобни за работа и използване в скута на човек, за разлика от настолните или desktop компютрите, с които се работи на бюро (на английски: desk). С развитието на технологиите портативните компютри стават все по-малки и по-леки, което води до появяването на нови класове – ноутбук компютри (на английски: notebook – бележник, тетрадка) и handheld или palm-устройства (palm – длан). Последните се наричат още PDA-устройства (на английски: personal digital assistant, PDA – личен цифров помощник) и се използват предимно като органайзери.
Идеята за преносимите компютри възниква още от зората на персоналните – средата на 70-те години на 20 век. Сред пионерите в тази област несъмнено е IBM. През 1973 г. компанията демонстрира проекта SCAMP (Special Computer APL Machine Portable). Този прототип е базиран на PALM (Put All Logic In Microcode) процесор. След две години IBM вече предлага първия комерсиален преносим компютър IBM 5100, базиран на SCAMP прототипа. Първите преносими компютри са били с 8-битови процесори, малко RAM памет, работели са с 5,25 инчови флопидискови устройства и естествено, с малки монохромни CRT дисплеи. Били са доста тежки – някои модели са надвишавали 10 килограма.

## Особености
Съвременните модели преносими компютри са с плоски LCD-TFT екрани, вградени оптични устройства (DVD, CD...), мрежова карта, безжична комуникация (Wi-Fi, инфрачервена или мобилна), сензорни екрани (което чрез специален софтуер позволява въвеждане на графична информация), възможност за включване на разнообразни външни устройства, които разширяват функционалността на компютъра. Намират приложение в най-различни области.
Новите лаптопи се продават със или без инсталирана операционна система, често се предлагат и с безплатни ОС като GNU/Linux.
Основните производители на преносими компютри са компании като Acer, Apple, Asus, Dell, Hewlett-Packard, MSI, Packard Bell, Sony, Lenovo и др. Тенденцията да се купуват повече преносими пред настолни машини започва още в края на 20 век. В края на 2008 г. в световен мащаб вече са продадени повече преносими компютри. До 2006 г. лидер на пазара за преносими компютри е Hewlett-Packard, която през 2009 г. притежава 21,2 % пазарен дял.